# Ватрен, Жюльен
Жюлье́н Ватре́н (фр. Julien Watrin; род. 27 июня 1992 года, Виртон, Валлония, Бельгия) — бельгийский легкоатлет, специализирующийся в беге на 400 метров. Чемпион мира в помещении 2022 года, двукратный чемпион Европы и двукратный чемпион Европы в помещении в эстафете 4×400 метров. Рекордсмен Европы в помещении в эстафете 4×400 м. Член сборной Бельгии на Олимпийских играх 2016 года.

## Биография

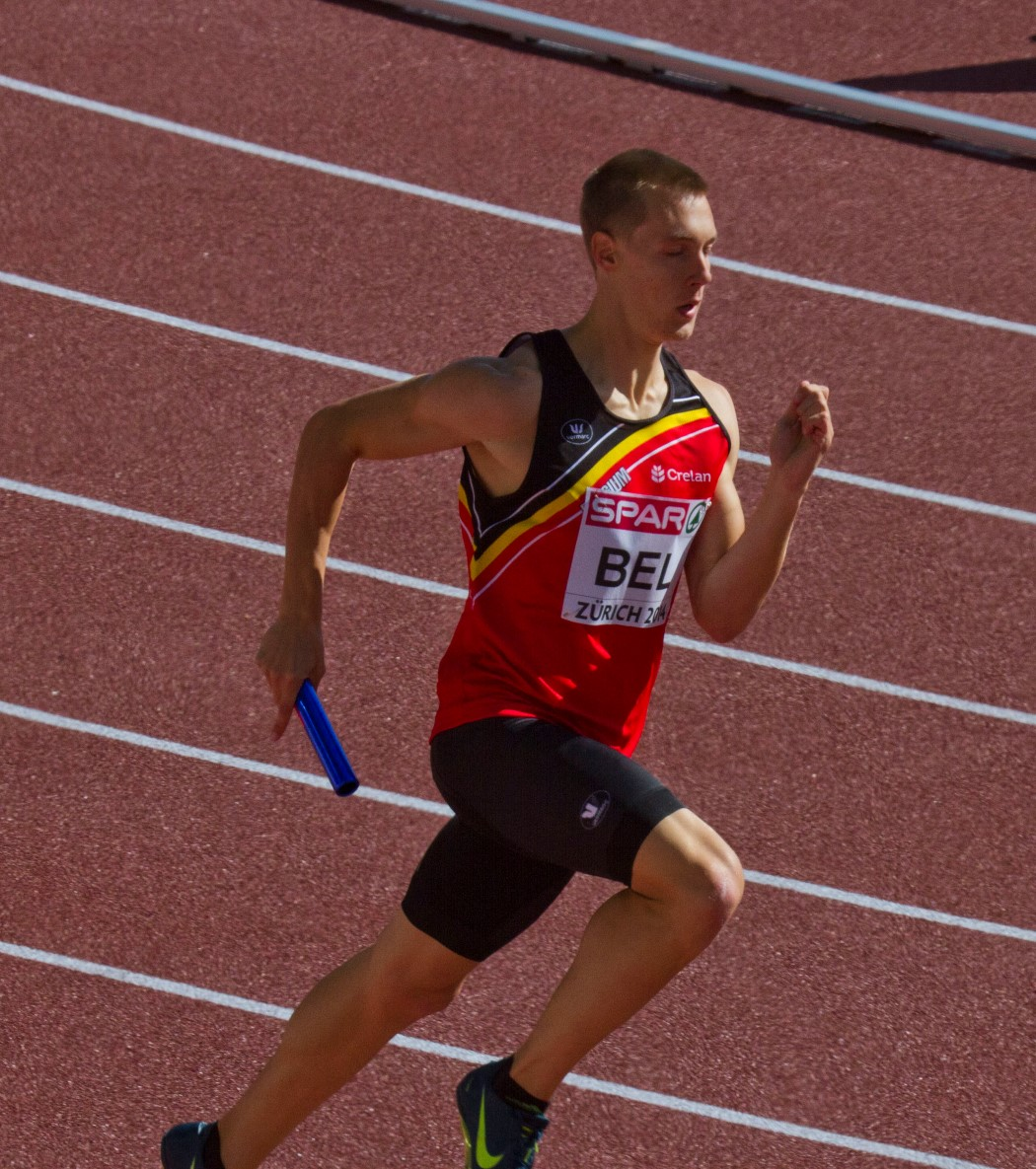
2014 год

Родился в легкоатлетической семье: отец выступал в метании молота, мать — в беге на короткие дистанции.
Ватрен очень рано заставил говорить о себе как о восходящей звезде бельгийского спринта. В 2009 году в возрасте 17 лет он выиграл 3 медали на Европейском юношеском олимпийском фестивале: золото в беге на 200 метров, серебро на стометровке и бронзу в эстафете 4×400 м. Спустя год он выступал в финале бега на 100 метров на чемпионате мира среди юниоров, где занял 7-е место (10,56).
В 18 лет стал бронзовым призёром чемпионата Бельгии — 2011 (бег на 60 метров), а в 20 лет выиграл первый национальный титул, оказавшись лучшим в 2012 году на дистанции 100 метров. В 2013 году в составе сборной стал серебряным призёром чемпионата Европы среди молодёжи в эстафете 4×400 м. В следующем сезоне он начал постепенно уходить от коротких дистанций в сторону бега на 400 метров. Первые успехи не заставили себя ждать. Жюльен установил личный рекорд на национальном чемпионате (45,68), занял третье место и получил высокую оценку от тренера национальной сборной Жака Борле. С этих пор он стабильно стал получать место в составе эстафетной команды на крупнейших стартах. Вместе с тремя братьями Борле (Джонатаном, Кевином и Диланом) ему удалось стать чемпионом Европы в помещении в 2015 году (установив новый рекорд Европы — 3.02,87), бронзовым призёром чемпионата мира по эстафетам (национальный рекорд — 2.59,33) и чемпионом Европы 2016 года (3.01,10).
Выступления в личном виде у Ватрена оказывались не столь успешными: 22-е место в забеге на чемпионате Европы 2014 года и 10-е в полуфинале спустя два года.
В 2016 году стал чемпионом Бельгии на дистанции 400 метров и был включён в состав сборной на летние Олимпийские игры 2016 года (как участник эстафеты 4×400 метров).
На протяжении всей своей карьеры тренируется в клубе AC Dampicourt из родного Виртона под руководством Эдит Графф.

## Основные результаты
| Год  | Турнир                                      | Место проведения          | Дисциплина       | Место       | Результат |
| ---- | ------------------------------------------- | ------------------------- | ---------------- | ----------- | --------- |
| 2009 | Европейский юношеский олимпийский фестиваль | Тампере, Финляндия        | 100 м            | 2-е         | 10,82     |
| 2009 | Европейский юношеский олимпийский фестиваль | Тампере, Финляндия        | 200 м            | 1-е         | 21,06     |
| 2009 | Европейский юношеский олимпийский фестиваль | Тампере, Финляндия        | эстафета 4×100 м | 3-е         | 41,69     |
| 2010 | Чемпионат мира среди юниоров                | Монктон, Канада           | 100 м            | 7-е         | 10,56     |
| 2010 | Чемпионат мира среди юниоров                | Монктон, Канада           | 200 м            | 10-е (1/2)  | 21,12     |
| 2010 | Чемпионат мира среди юниоров                | Монктон, Канада           | эстафета 4×100 м | 13-е (заб.) | 40,43     |
| 2011 | Чемпионат Бельгии в помещении               | Гент, Бельгия             | 60 м             | 3-е         | 6,88      |
| 2012 | Чемпионат Бельгии                           | Брюссель, Бельгия         | 100 м            | 1-е         | 10,47     |
| 2012 | Чемпионат Бельгии                           | Брюссель, Бельгия         | 200 м            | 2-е         | 20,90     |
| 2013 | Чемпионат Бельгии                           | Брюссель, Бельгия         | 100 м            | 2-е         | 10,55     |
| 2013 | Чемпионат Бельгии                           | Брюссель, Бельгия         | 200 м            | 2-е         | 20,80     |
| 2013 | Чемпионат Европы среди молодёжи             | Тампере, Финляндия        | эстафета 4×400 м | 2-е         | 3.04,90   |
| 2014 | Чемпионат мира по эстафетам                 | Нассау, Багамские Острова | эстафета 4×400 м | 9-е         | 3.02,97   |
| 2014 | Чемпионат Бельгии                           | Брюссель, Бельгия         | 400 м            | 3-е         | 45,68     |
| 2014 | Чемпионат Европы                            | Цюрих, Швейцария          | 400 м            | 22-е (заб.) | 46,31     |
| 2014 | Чемпионат Европы                            | Цюрих, Швейцария          | эстафета 4×400 м | 6-е         | 3.02,60   |
| 2015 | Чемпионат Европы в помещении                | Прага, Чехия              | эстафета 4×400 м | 1-е         | 3.02,87   |
| 2015 | Чемпионат мира по эстафетам                 | Нассау, Багамские Острова | эстафета 4×400 м | 3-е         | 2.59,33   |
| 2016 | Чемпионат Бельгии                           | Брюссель, Бельгия         | 400 м            | 1-е         | 45,73     |
| 2016 | Чемпионат Европы                            | Амстердам, Нидерланды     | 400 м            | 10-е (1/2)  | 45,76     |
| 2016 | Чемпионат Европы                            | Амстердам, Нидерланды     | эстафета 4×400 м | 1-е         | 3.01,10   |